# Felifonte
Felifonte è stato un parco tematico situato nei pressi del complesso turistico Nova Yardinia nel comune di Castellaneta Marina, in provincia di Taranto. Attualmente il parco è chiuso al pubblico. L'attrazione "Radio Felifonte" è stata acquistata da un parco francese.

## Storia
Il parco viene inaugurato nel 2003 su progetto dell'architetto spagnolo Dani Freixes che realizza il più grande parco tematico dell'Italia meridionale. La superficie totale coperta dagli impianti del Felifonte è di poco inferiore ai 50 ettari di cui circa 19 attrezzate a parco ed è collegata con il parco divertimenti Felisia. Entrambi i parchi prendevano il nome dal fittizio popolo antico dei Félici.
In ragione del flusso di visitatori, molto inferiore alle aspettative, la struttura chiude nel 2007. Nell'estate del 2008 una nuova società rileva la gestione con l'obiettivo di rilanciare il parco puntando sull'intrattenimento notturno, ma nel giro di due anni le difficoltà finanziarie portano alla definitiva chiusura. Tra il 2008 e il 2010 si sono esibite al Felifonte numerosi cantanti e band tra i quali Francesco Renga, Simone Tomassini, Paolo Meneguzzi, Irene Grandi, Giusy Ferreri, Patty Pravo, Paola e Chiara, Bluvertigo, Le Vibrazioni e Litfiba.
L'unica parte ancora aperta al pubblico è il padiglione che ospita la discoteca Cromie, utilizzata da Vasco Rossi per la preparazione del tour Vasco Live Kom '016.
Nel 2020 viene annunciato il progetto di trasformare l'area dell'ex-parco in degli studi cinematografici col nome di Apulia studios entro la fine del 2021.

## Attrazioni e spettacoli
- I segreti dell'acqua: percorso acquatico nelle rovine dell'antico regno dei Felici.
- I segreti della terra: un "ascensore" conduceva gli ospiti all'interno delle gallerie di una miniera e poi i visitatori si imbarcavano sul convoglio su un percorso con elementi di tematizzazione illuminati.
- Le rovine inondate: un viaggio in barca che riproduce antiche rovine emerse.
- La centrale di pompaggio
- Il treno degli scavi: percorso a bordo di un treno attraverso una grotta.
- Torre radio Felifonte
- Cataclism
- Ruota panoramica
- I segreti dei sogni
- I segreti del vento: attrazione basata sugli effetti ottici di prospettiva arricchiti da effetti d'aria.
- I segreti della luce: spettacoli di ombre cinesi.
- Centro coordinamento cantieri: filmato che spiega i reperti archeologici di Felifonte.
- Le acrobazie acquatiche dei Fèlici: spettacolo di tuffi
- Il dibattito della scienza: show comico
- Area Arcade